# Johannes von Watteville
Johannes von Watteville (18. října 1718, Walschleben – 7. října 1788 Gnadenfrei) byl německý protestantský duchovní, biskup Obnovené Jednoty bratrské a po smrti hraběte Zinzendorfa její vrcholný představitel. Byl též skladatelem duchovních písní.
Narodil se jako Johann Michael Langguth. Koncem 30. let 18. století se připojil k Obnovené Jednotě bratrské (moravským bratřím). Roku 1744 jej adoptoval Friedrich von Watteville (Wattenwyl), o dva roky později se oženil s Benignou z Zinzendorfu. Roku 1747 byl ordinován na biskupa.